# Грачёвка (Урицкий район)
Грачёвка — опустевшая деревня в Урицком районе Орловской области России.
Входит в состав Архангельского сельского поселения.

## География
Расположена северо-западнее деревни Галкино на левом берегу реки Орлица.
В Грачёвке имеется одна улица — Северная, в деревню заходит просёлочная дорога.

## Население
| 2010 |
| ---- |
| 0    |